# 애나 수이

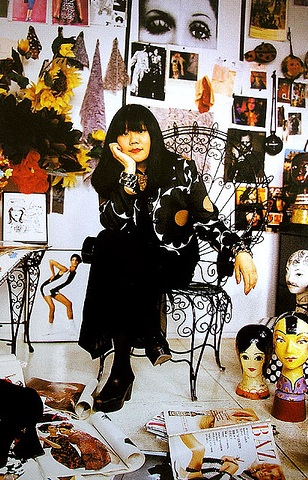
애나 수이

애나 수이(영어: Anna Sui, 1964년 8월 4일 ~ )또는 안나 수이는 미국의 패션 디자이너이자 브랜드이다. 그녀는 타임지에 의해 "십년 상위 5 개 패션 아이콘"중 하나를 선정되었다. 그녀의 브랜드 카테고리는 몇 패션 라인을 포함, 신발, 화장품, 향기, 안경, 보석, 액세서리, 그리고 선물류이다. 그녀의 제품은 50여 개국에서 전 세계 그녀의 독립 매장과 유통 업체를 통해 판매하고 있다.
미국 미시간주 디트로이트 출생. 중국인 2세로 부모가 파리 유학 후 미국으로 이민하였다. 파슨스 디자인 스쿨을 졸업하고, 여성 스포츠웨어 제조 회사 시뮬턴스(Simultance)에 근무하다가, 수영복부터 니트웨어까지 모든 것을 소화해 내면서 몇 군데의 회사를 더 거쳤다. 그 후 그녀는 여섯 벌의 라이크라로 된 스포츠웨어를 가지고 부티크쇼에 참가했는데 거기에서 메이시 백화점의 주문을 받게 되어 그녀의 옷이 메이시 백화점의 광고에 나오게 되었다. 1991년 뉴욕에서 첫 번째 컬렉션을 열었는데, 어린 시절부터 좋아했던 지미 헨드릭스 등의 의상에서 영감을 받은 로큰롤 스타일을 제시하여 호평을 받았다. 1992년 헤럴드 스퀘어 부티크를 열고, 9월 소호 지점을 열었다.
1999년 현재 아이스버그의 영 브랜드 ‘센토 엑스 센토(Cento X Cento)’의 고문 디자이너로 있다. 그녀의 의상은 시대를 앞서가는 아방가르드 스타일로, 복고풍에 대한 향수를 유머와 위트가 깃든 펑크풍으로 재창조한다. 패치워크룩, 베이비돌룩, 중세의 로맨틱한 프릴에서 1960년대 후반과 1970년대 초의 히피 스타일까지 폭넓은 영감을 발휘하여 대중 문화의 흐름을 그대로 반영하는 디자이너이다. 패션 사진작가 스티븐 마이젤과 즐겨 작업하였으며 배우 앤디 맥도웰, 가수 마돈나, 린다 에반젤리스타 같은 톱모델이 그녀의 옷을 즐겨 입는다.

## 같이 보기
- 파슨스 디자인 스쿨
- 나오미 캠벨
- 린다 에반젤리스타
- 소피아 코폴라